# Principia Ethica
Principia Ethica (en llatí: Principis Ètics) és un llibre publicat l'any 1903 pel filòsof britànic G.E. Moore, en el qual es defensa la indefinició del bé i proposa una exposició de la fal·lacia naturalista. La influència de Principia Ethica i els seus arguments foren pioners en l'avenç de la filosofia moral. En paraules de l'autor, en escriure el llibre, cercava descobrir els principis fonamentals del raonament ètic i establir-los.

## Resum
En el llibre, Moore insisteix que el bé és indefinible i proposa una exposició d'allò que ell anomena fal·làcia naturalista. L'autor defensa l'objectivitat i la multiplicitat dels valors, remarcant que el coneixement dels valors no pot derivar-se del coneixement dels fets sinó per la intuïció del bé.
Segons Moore, els actes justos són els que produeixen un major bé. Malgrat això, també defensa que hi ha diferents coses que són bones, entre elles el coneixement i l'experiència. En el llibre, Moore també carrega contra el conseqüencialisme; incideix en que la gent creu que haurien de fer allò que varen prometre no només per la conseqüència de trencar la promesa feta, sinó pel simple fet d'haver promès. Pensant d'aquesta manera, segons l'autor, no estan considerant els seus deures morals en termes de conseqüències: les conseqüències de les accions són el futur, mentre que quan pensen en allò que prometeren es traslladen al passat.

## Recepció
Principia Ethica va influir molta gent a creure que les afirmacions morals no podien derivar-se de declaracions de fet. Clive Bell va considerar que a través de la seva oposició a Spencer i Mill, Moore havia alliberat a la seva generació de l'utilitarisme. Principia Ethica va ser l'obra de referència del cercle de Bloomsbury, i el fonament filosòfic dels seus valors estètics. Leonard Woolf va considerar que oferia una forma de continuar vivint en un món sense sentit. La idea estètica de Moore del tot orgànic va proporcionar orientació artística per modernistes com Virginia Woolf. Principia Ethica també va tenir una poderosa influència a través de l'anti-empirisme de T. E. Hulme. S'ha vist que el intuïcionisme ètic de Moore obre el camí a punts de vista no cognitius de la moralitat, com l'emotivisme.
En la Teoria de la justícia (1971), John Rawls compara els punts de vista de Moore amb els de Hastings Rashdall en la seva Teoria del bé i del mal (1907). Les opinions de Moore també s'han comparat amb les de Franz Brentano, Max Scheler i Nicolai Hartmann.